# Florisuga
Florisuga is een geslacht van vogels uit de familie kolibries (Trochilidae) en de onderfamilie Florisuginae (heremietkolibries).

## Soorten
Het geslacht kent de volgende soorten:
- Florisuga fusca  – Rouwkolibrie
- Florisuga mellivora  – Witnekkolibrie